# Tricherie
« Triche » redirige ici. Pour l’article homophone, voir Trish.
Pour les articles homonymes, voir Tricheur (homonymie).
 (mars 2019).
Si vous disposez d'ouvrages ou d'articles de référence ou si vous connaissez des sites web de qualité traitant du thème abordé ici, merci de compléter l'article en donnant les références utiles à sa vérifiabilité et en les liant à la section « Notes et références ».

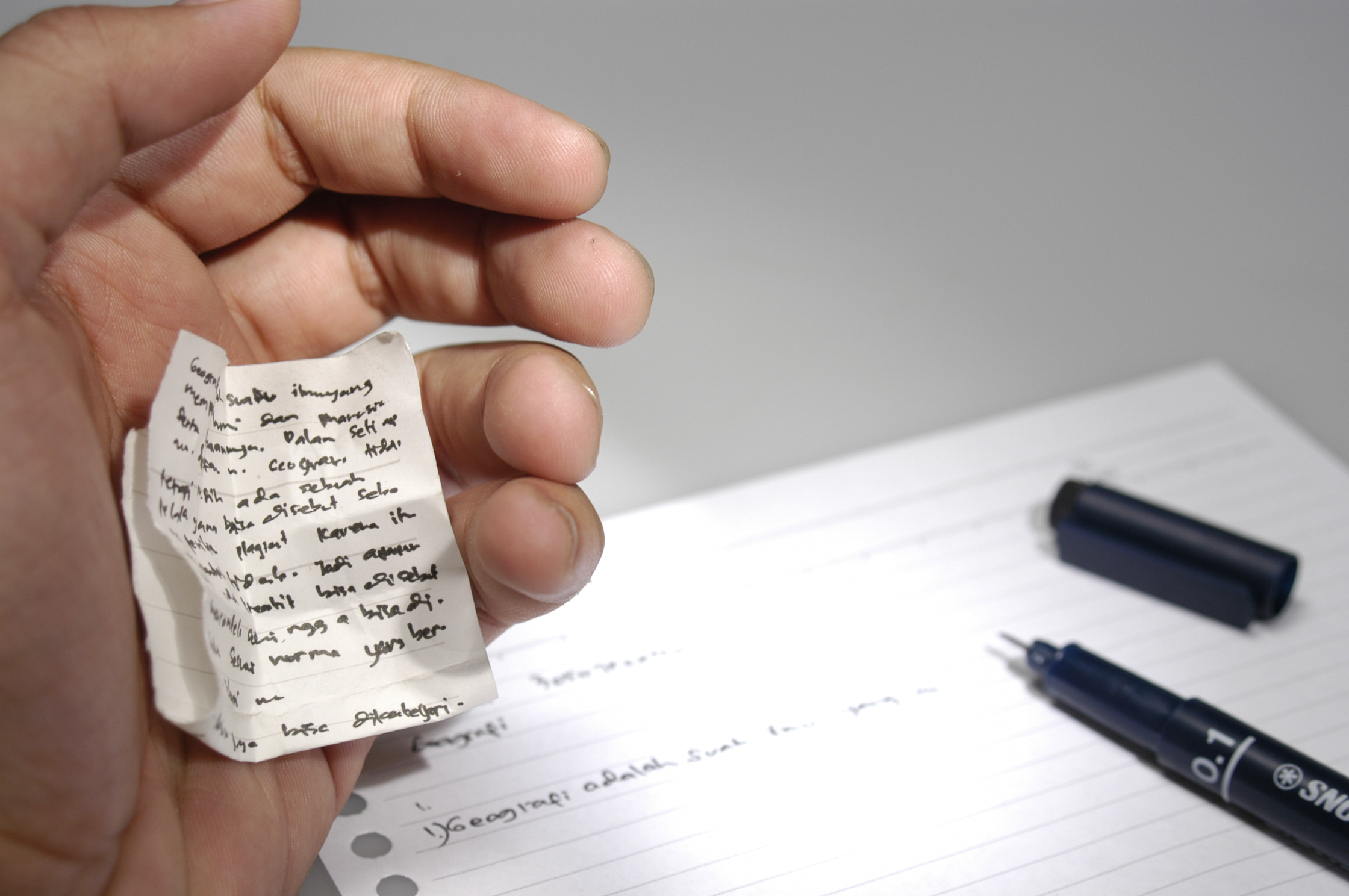
Exemple de tricherie lors d'un examen écrit avec une antisèche.

La tricherie est le fait d'enfreindre certaines règles ou certaines conventions explicites  en affectant de les respecter pour obtenir un avantage indu. On peut tricher au jeu, dans le sport (dopage), à un examen (antisèches, copier sur le voisin, etc.), sur Internet, avant de rendre un devoir (rédaction par l'intelligence artificielle), etc.
Quelqu'un qui triche est appelé un tricheur. Lorsqu'on découvre que quelqu'un a triché, il est généralement sanctionné.

## Définition

### Sens général
La triche consiste à recevoir, en situation de concurrence, une récompense indue grâce à ses capacités à contourner ou enfreindre les règles juridiques ou morales (principes de vie en société, règlementation, conventions), ou à trouver un moyen facile de se sortir d'une situation désagréable par des moyens malhonnêtes. Cette définition large comprend nécessairement les actes de corruption, de copinage, de népotisme et toute situation dans laquelle des individus ont la préférence en utilisant des critères inappropriés.
Les règles enfreintes peuvent être explicites ou provenir d'un code de conduite non écrit basé sur la moralité, l'éthique ou la coutume. L'identification de la tricherie est un processus potentiellement subjectif.
La tricherie peut faire spécifiquement référence à l'infidélité.
Une personne connue pour avoir triché est qualifiée de « tricheur ». Une personne décrite comme un « tricheur » ne triche pas nécessairement tout le temps, mais se repose plutôt sur une tactique trompeuse au point d’en acquérir la réputation.

### Rapport avec la notion de ruse
La tricherie n'est pas la ruse ; voir la notion de ruse dans la Grèce antique : la métis des Grecs (en grec ancien : Μῆτις / Mễtis, littéralement « le conseil, la ruse ») ou par exemple la  notion de ruse de guerre.

## Dans les jeux

### Jeux de cartes et de casino

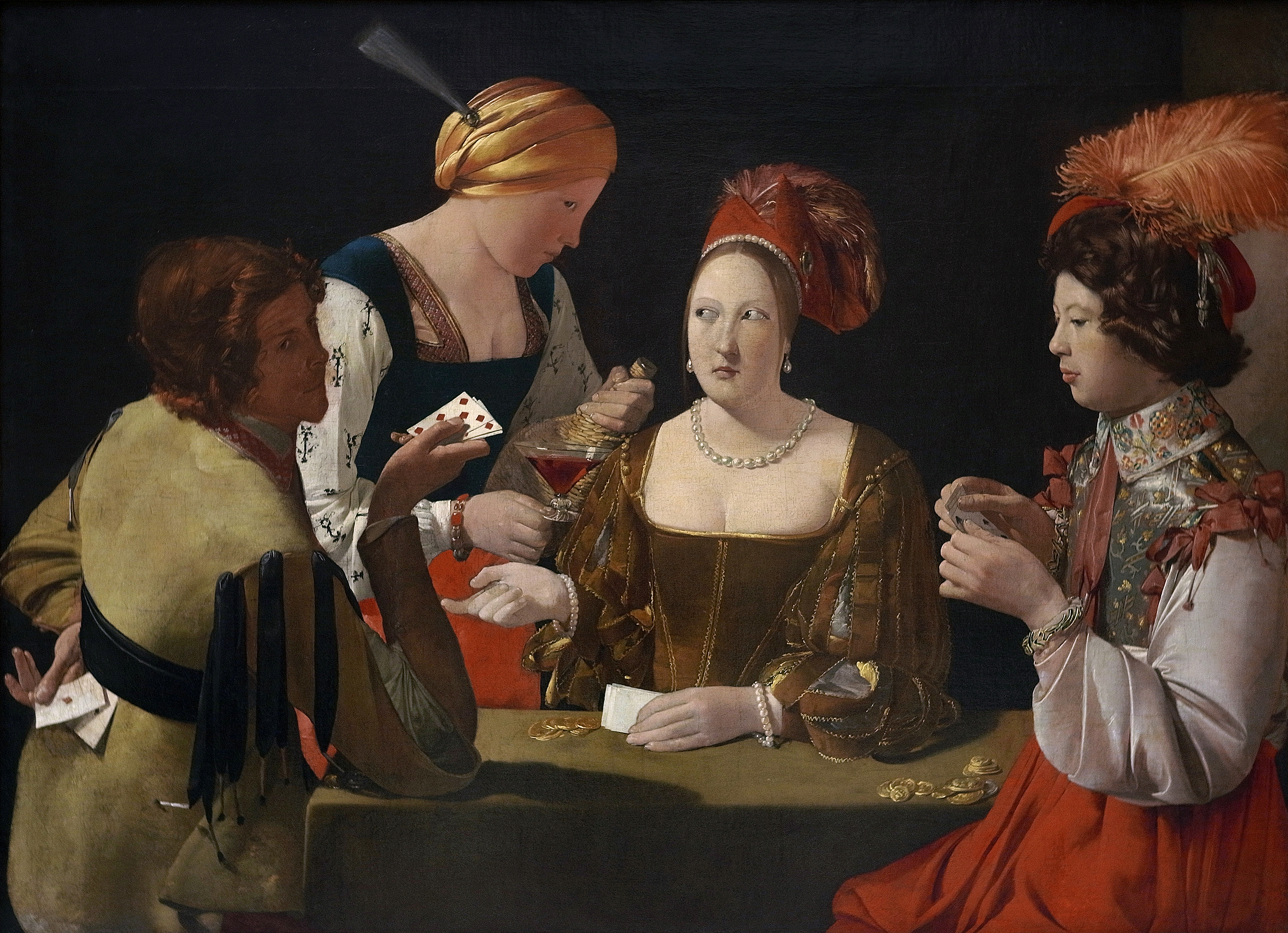
Le Tricheur à l'as de carreau, Georges de La Tour, vers 1636

#### Belote
À la belote, la tricherie est majoritairement utilisée pour communiquer à son partenaire des informations concernant son propre jeu :
- en utilisant le geste ou la parole en dehors du cadre défini par les règles du jeu (on dit communément qu'il y a « parlante »). Exemple célèbre, tiré d'une partie de manille dans la Trilogie marseillaise de Marcel Pagnol : dire tout haut « Tu me fends le "cœur" ».
- en appuyant un « appel » (qui, lui, entre tout à fait dans le cadre du jeu) pour le rendre plus clair, notamment en frappant la table lorsque l'on dépose sa carte, est également un acte de tricherie.
- faire des annonces que l'on n'a pas (en espérant que personne ne demandera à les voir) également.
- glisser des espaces entre les cartes pour identifier les groupes de couleurs. Exemple : on définit un ordre « cœur, carreau, trèfle, pique » de gauche à droite. On groupe les cartes ensemble par couleurs et on laisse des espaces pour indiquer au partenaire les couleurs dont on dispose.

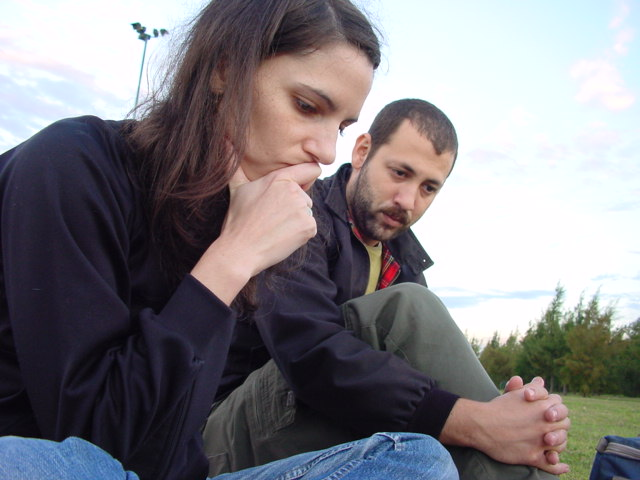
Personne utilisant un geste pour signifier V♠ avec la forme de sa main.

- se gratter le nez pour demander du cœur ou croiser les doigts pour du carreau, ou encore utiliser des signes concernant la place des doigts lorsque l'on tient les cartes sont également assez discrets, mais n'échappent pas à un œil averti (surtout quand il y a des événements « non naturels » pendant le jeu).
- faire des faux mélanges et des fausses distributions, ce qui nécessite une grande dextérité.
- signes informant d'une suite : conjonction de mots et/ou de gestes, déterminés avant la poignée de main, qui informe le partenaire de la présence d'une forte suite. Un geste typique est de faire bouger avec ses doigts les lèvres pour le pique, le nez pour le cœur, le menton pour le carreau, et les yeux pour le trèfle. Le nombre de doigts utilisés pour le mouvement peut indiquer le nombre de cartes impliquées dans la suite.

On peut bien entendu inventer des tas de techniques comme dans tout jeu de cartes.
Toutes ces techniques de tricherie sont interdites et peuvent entraîner des sanctions sévères dans tout concours (en plus de la honte). Elles diminuent par ailleurs considérablement l'intérêt du jeu, autant pour les joueurs honnêtes que pour les tricheurs mais certaines restent malheureusement indétectables, car quelquefois non conçues par les joueurs eux-mêmes comme de la tricherie. Les joueurs jouant énormément ensemble (souvent des couples dans la vie) peuvent se connaître parfaitement au point de « sentir des choses » par rapport à la façon de jouer ou à l'attitude du partenaire.

#### Blackjack
Au blackjack, notamment avec la technique du comptage des cartes.
On peut citer notamment :
- Edward O. Thorp : mathématicien et auteur de l'ouvrage Beat the dealer[2] (1962 puis 1966). Sa technique de comptage de cartes a entraîné la modification des règles du blackjack.
- Ken Uston : ancien financier, il est l'inventeur du jeu en équipe et a écrit un livre essentiel, Million Dollar Blackjack (1981).
- Stu Ungar : génie du jeu, il a été interdit de blackjack et a terminé comme légendaire joueur de poker professionnel (lire Joueur né, sa biographie).
- Andy Bloch : membre du MIT Blackjack Team, une équipe de joueurs créée au Massachusetts Institute of Technology (MIT), devenu professionnel du poker.
- Avery Cardoza (en) : compteur de cartes, il a publié la meilleure méthode du jeu sans comptage. Il est devenu éditeur de manuels de jeux.

#### Jeux de dés
Utilisation de dés pipés, notamment au craps.

#### Poker
Voir l'article Tricherie au poker (en).

### Jeux de réflexion

#### Échecs
La tricherie au jeu d'échecs peut consister à tenter d'obtenir le gain illégitime d'une partie, d'un prix monétaire dans une compétition officielle (notamment en participant dans une catégorie inférieure, en dissimulant son véritable niveau de jeu), ou d'autres avantages tels qu'un classement Elo élevé, voire un titre d'échecs indu accordé par la Fédération internationale des échecs (FIDE), par l'utilisation de complices ou d'un programme informatique caché (téléphone portable, tablette, dispositifs cachés dans les chaussures ou sur soi, etc.).
La triche peut également avoir lieu dans le cas de parties « arrangées » comme les nulles de salon, où les deux joueurs s’accordent pour finir la partie rapidement et pacifiquement, sans chercher à se vaincre, partageant ainsi entre eux le point de la victoire. Cela leur permet de préserver leurs forces pour les parties ultérieures ou partager un prix de catégorie.

### Jeux télévisés
Parmi les cas de triche dans les jeux télévisés, on peut citer Charles Ingram, connu pour avoir triché au jeu Who Wants to Be a Millionaire? (la version anglaise de Qui veut gagner des millions ?) les 9 et 10 septembre 2001.

### Jeux vidéo

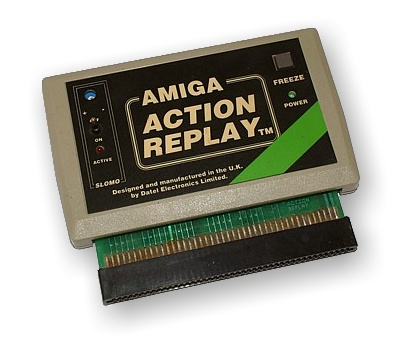
Une carte de type Action Replay pour ordinateur Amiga permet à son propriétaire de tricher dans un jeu vidéo.

La tricherie dans les jeux vidéo est une grande forme de triche, appelée en anglais cheat. Ce style de triche est utilisé massivement par les joueurs de différents jeux vidéo, où certains individus utilisent des logiciels de triche leur donnant un avantage dans le jeu.
Une personne utilisant ces moyens est appelée cheater (ou tricheur). Les cheats sont généralement mis en place par les développeurs pour faciliter les tests pendant la conception d'un jeu vidéo. Dans les jeux en ligne, les cheats sont mis en place par les joueurs et sont notamment utilisés dans les jeux de tir à la première personne, les MMORPG ou les jeux de stratégie en temps réel ou d'autre jeux multijoueur.
Dans le monde anglo-saxon, le fait de tricher dans un jeu est aussi désigné sous le terme d’exploit, notamment grâce à l'utilisation de glitches.

### Livres-jeux
Les livres-jeux ont ceci de particulier que tous leurs joueurs trichent : par exemple, pour ne pas reprendre le livre au début à la mort du personnage, ou pour passer un combat ingagnable.
Conscients de ce fait, certains auteurs des livres-jeux utilisent parfois des techniques pour piéger les tricheurs, par exemple en les amenant sur une trame perdante après une victoire dans un combat normalement ingagnable, ou introduisent des codes (comme dans la série Sorcellerie !) faisant que le lecteur ne sait pas où aller s'il n'a déjà lu un certain paragraphe donnant une indication. Le livre Le Prisonnier de Pierre Rosenthal va quant à lui plus loin, en ce qu'il est absolument nécessaire de tricher pour réussir à s'évader.

## En sports

### Athlétisme et sports collectifs
Une tricherie classique en athlétisme ou en sports collectifs consiste à falsifier l'âge d'un athlète pour bénéficier d'un avantage (du fait d'une plus grande force athlétique chez les athlètes plus âgés ou d'une plus grande souplesse corporelle chez les plus jeunes).
Le dopage est une autre tricherie classique, qui consiste à améliorer les performances physiques d'un athlète de manière illicite. Un exemple connu est celui de l'athlète Ben Johnson, convaincu de dopage aux stéroïdes après sa victoire sur 100 m lors des Jeux olympiques de Séoul en 1988.
Les paris sportifs truqués donnent lieu à des tricheries nombreuses, qui peuvent être organisées par des réseaux mafieux, par exemple dans football ou le handball.
On peut aussi abuser d'autres règles : 
- la simulation, à savoir le fait pour un joueur de se jeter volontairement au sol afin de faire croire à l'arbitre qu'une faute a été commise ; c'est le cas fréquemment en football ou en basket-ball ;
- les saignements fictifs en rugby pour permettre à un joueur de sortir sans être comptabilisé dans le quota de remplaçants[4] ;
- la triche lors des jeux paralympiques en utilisant des athlètes valides (ou moins handicapés que prévu) pour augmenter ses chances de gagner (voir l'article Tricherie aux jeux paralympiques (en)) ;
- utiliser un athlète d'un sexe différent, notamment un homme dans une compétition féminine.

### Cyclisme

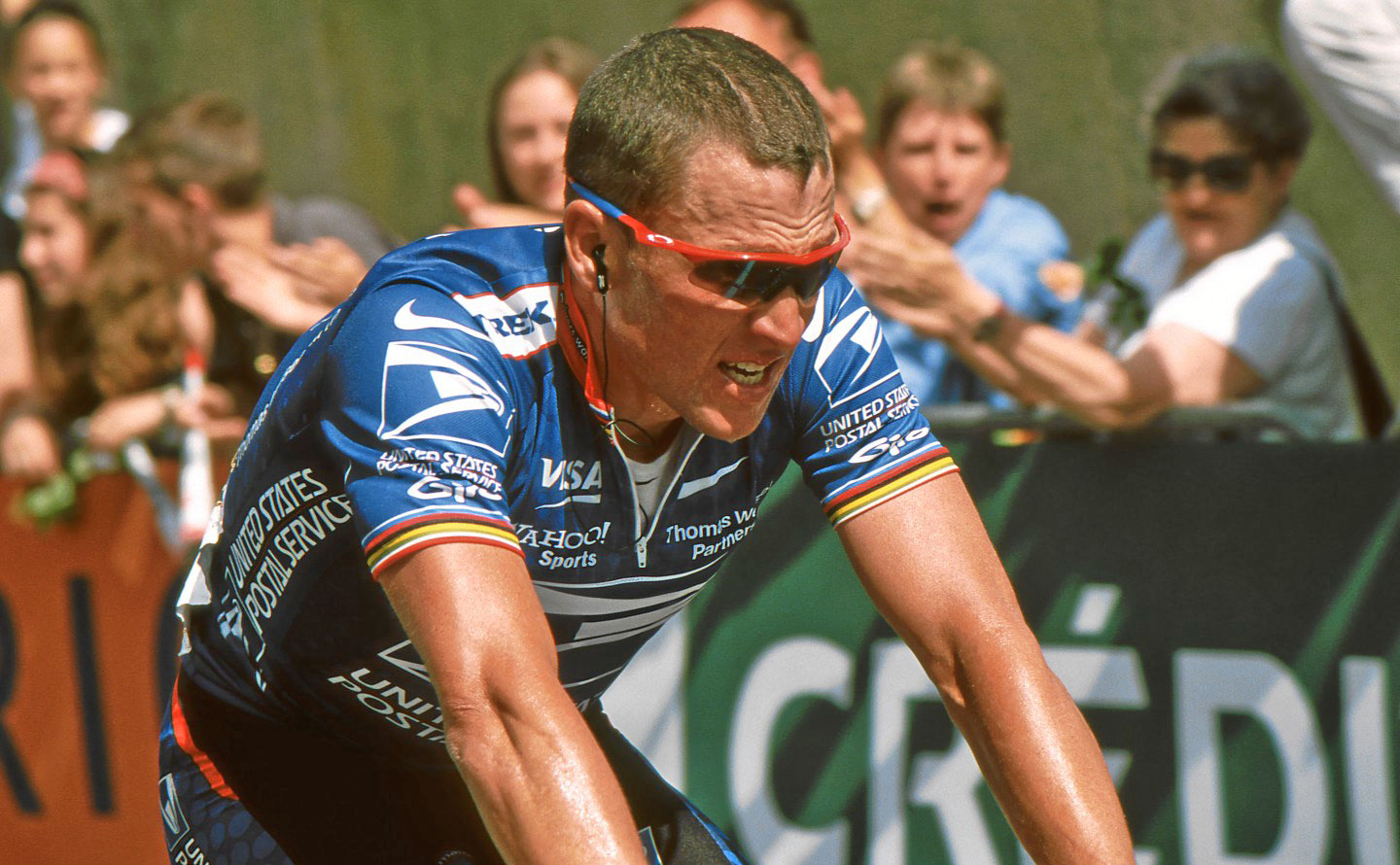
Le cycliste Lance Armstrong a été accusé de triche, notamment après ses victoires successives au Tour de France.

Outre le dopage (notamment sanguin), les cas de triche en cyclisme concernent également l'utilisation de moteurs cachés dans les vélos (dopage mécanique).

### Tennis
Comme dans les sports collectifs, le monde du tennis est sujet aux paris sportifs truqués pouvant donner lieu à des tricheries nombreuses.

### Sports mécaniques
Les sports mécaniques, avec leurs règles complexes, se prêtent à une grande variété de tricheries techniques.
On peut citer, notamment en Formule 1 :
- la modification de la garde au sol au moyen d'un système hydraulique (Lotus Racing, 1981)[6].
- l'ajout d'une pédale de frein supplémentaire n'agissant que sur les roues arrière, améliorant ainsi la motricité (McLaren Racing, 1997)[6] ;
- la tricherie sur la masse de la voiture, avec introduction de billes de plomb dans le réservoir au dernier ravitaillement pour la masquer (Tyrrell Racing, 2005)[6] ;
- l'utilisation d'ailerons non conformes, ce qui conduit deux monoplaces d'une écurie à être rejetées en dernière ligne de départ au Grand Prix automobile d'Abou Dabi 2014 (Red Bull Racing, 2014)[6].

## Sur Internet
Utilisation de faux-nez, une identité fictive pouvant servir à tricher (voter plusieurs fois par exemple).
Utilisation du référencement abusif (spamdexing) par des sites web qui arrivent en tête des résultats des moteurs de recherche en optimisant leur visibilité.

## Dans le monde politique
Dans le monde politique, la triche se manifeste notamment par des arrangements illégaux, à but lucratif, entre des personnalités politiques et des organisations ou entreprises. Il s'agit généralement de détournements de fonds publics, de commissions occultes, de pots-de-vin ou d'emplois fictifs qui permettent de monnayer l'agrément d'un homme de pouvoir ou de financer de manière délictueuse un parti politique. Il s'agit donc de fraude, de corruption et d'abus de biens sociaux.
La triche se manifeste également dans la fraude électorale, qui est une violation des règles d'un système d'élections, de façon à garantir ou favoriser (augmenter la probabilité) un résultat voulu. Toutes les sociétés utilisant le système des votes sont confrontées à ce problème, et se sont également dotées de règles pour s'en prémunir. Un des marqueurs du bon fonctionnement démocratique est une limitation de la fraude.
Un cas particulier de la fraude électorale est celle qui intervient au sein même des partis politiques, dont des exemples ont été fournis par le Parti socialiste français, notamment dans sa fédération des Bouches-du-Rhône, ou, de manière spectaculaire, par l'UMP, où la fraude a permis l'élection de Jean-François Copé à la tête du parti,.

## Dans le monde du travail, social ou de l'entreprise
Divers règlements permettent d'empêcher les avantages concurrentiels déloyaux dans les secteurs de l'entreprise et de la finance, par exemple le droit de la concurrence ou l'interdiction des délits d'initiés.
Les particuliers et assurés sont aussi successibles de tricher, notamment avec la fraude aux aides sociales ou la fraude fiscale.

## Dans le monde du spectacle
Dans le monde du spectacle, on dit qu'un artiste « triche » lorsqu'il se trompe et qu'il fait en sorte que le public ne s'en aperçoive pas.

## Dans les arts et la culture populaire

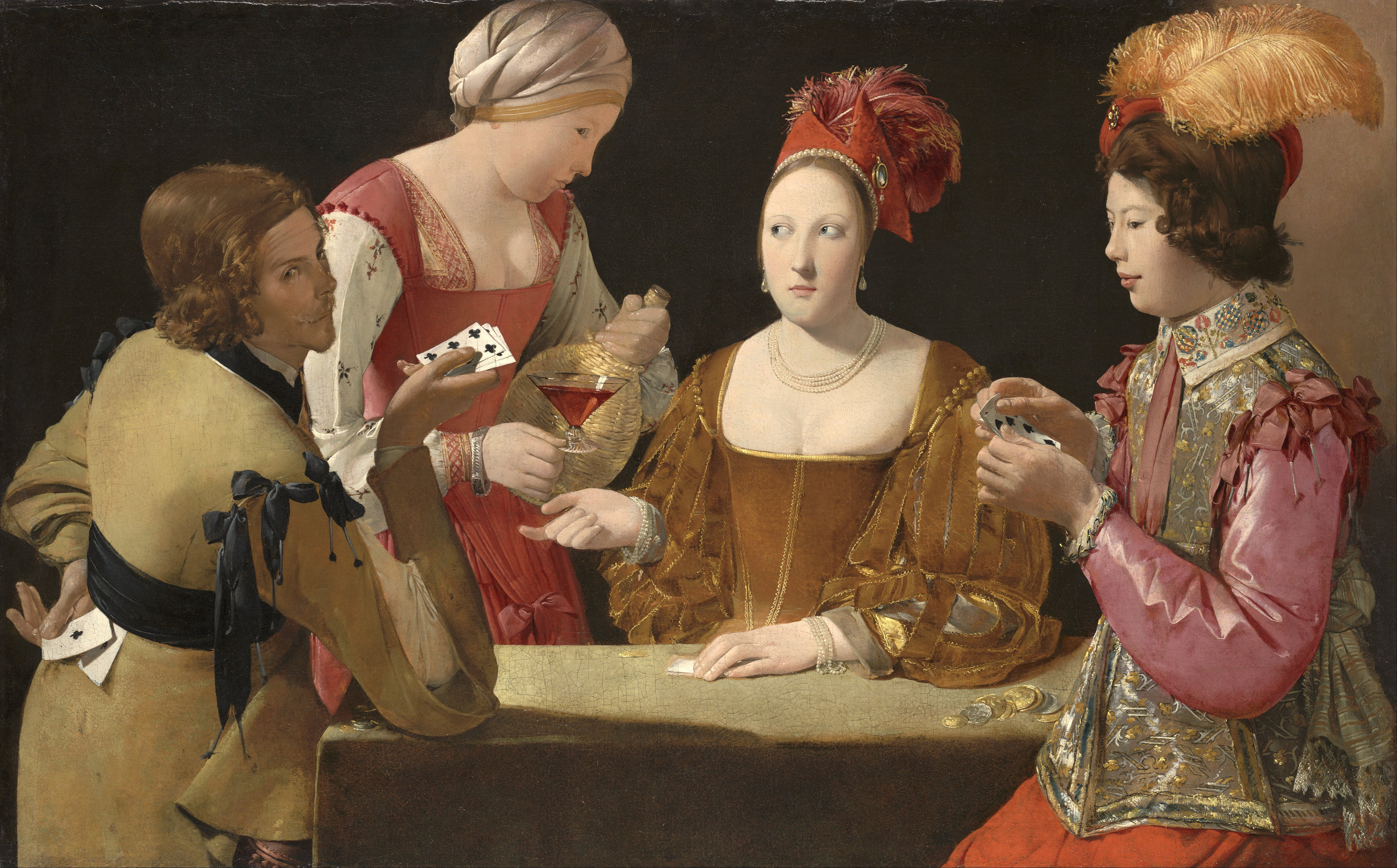
Le Tricheur à l'as de trèfle de Georges de La Tour (vers 1630–34) illustre une partie de cartes dans laquelle un des joueurs triche.

### Peinture
Le sujet des tricheurs aux cartes a été traité par de nombreux peintres au XVIIe siècle, notamment par Le Caravage et une série de peintres inspirés par lui :
- Le Caravage (1571-1610) : Les Tricheurs, peint vers 1595 ;
- Gerrit van Honthorst (1592-1656) : Les Tricheurs, peint vers 1620[10] ;
- Georges de La Tour (1593-1652) : Le Tricheur à l'as de carreau, peint vers 1636-1638[10] ;
- Valentin de Boulogne (1591-1632) : Le Tricheur, vers 1615-1618[10] ;
- Nicolas Régnier (1588-1667) : Tricheurs et diseuse de bonne aventure, entre 1620 et 1622[10] ;
- Christiaen van Couwenbergh (1604-1667) : Tricheurs dans un intérieur, peint en 1656[11].

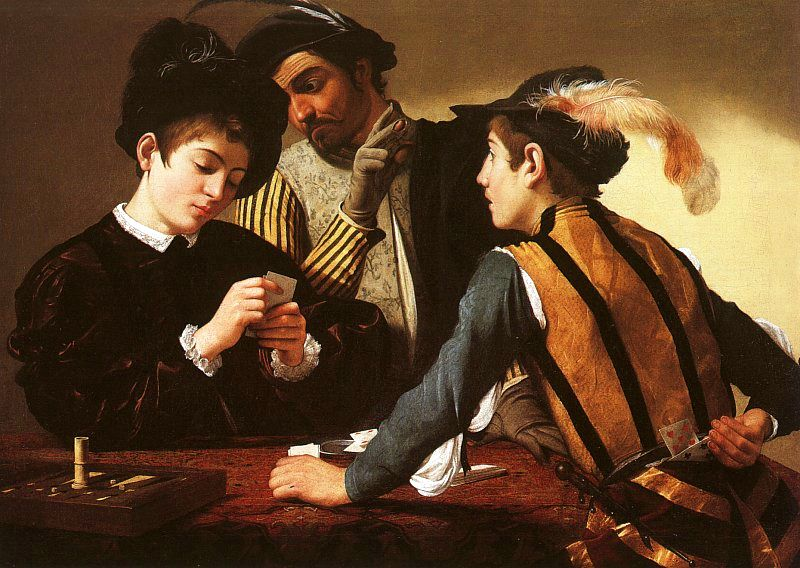
Le Caravage, Les Tricheurs, vers 1594, 94,3 × 131,1 cm, Fort Worth, Kimbell Art Museum
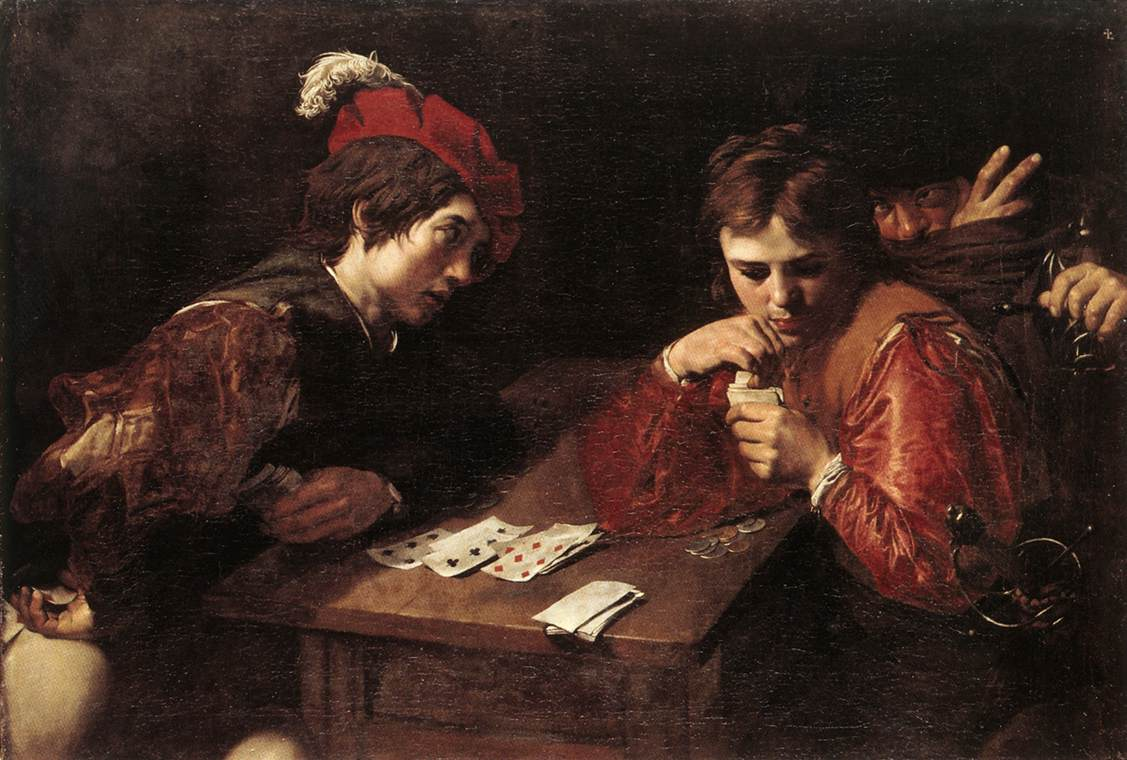
Valentin de Boulogne, Le Tricheur, vers 1615-1618, 94,5 × 137 cm, Dresde, Gemäldegalerie Alte Meister
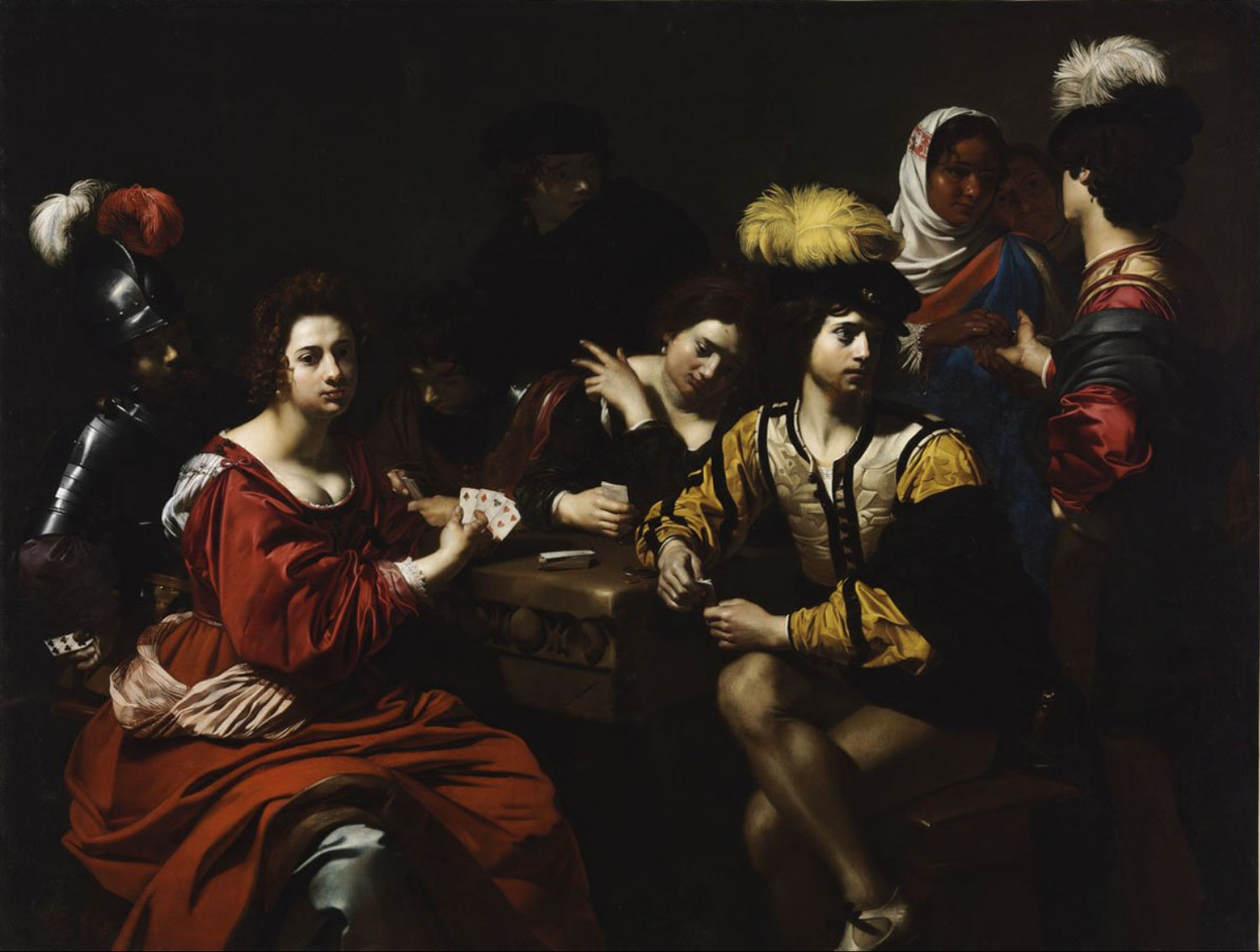
Nicolas Régnier, Tricheurs et diseuse de bonne aventure, entre 1620 et 1622, 174 × 228 cm, Musée des beaux-arts de Budapest
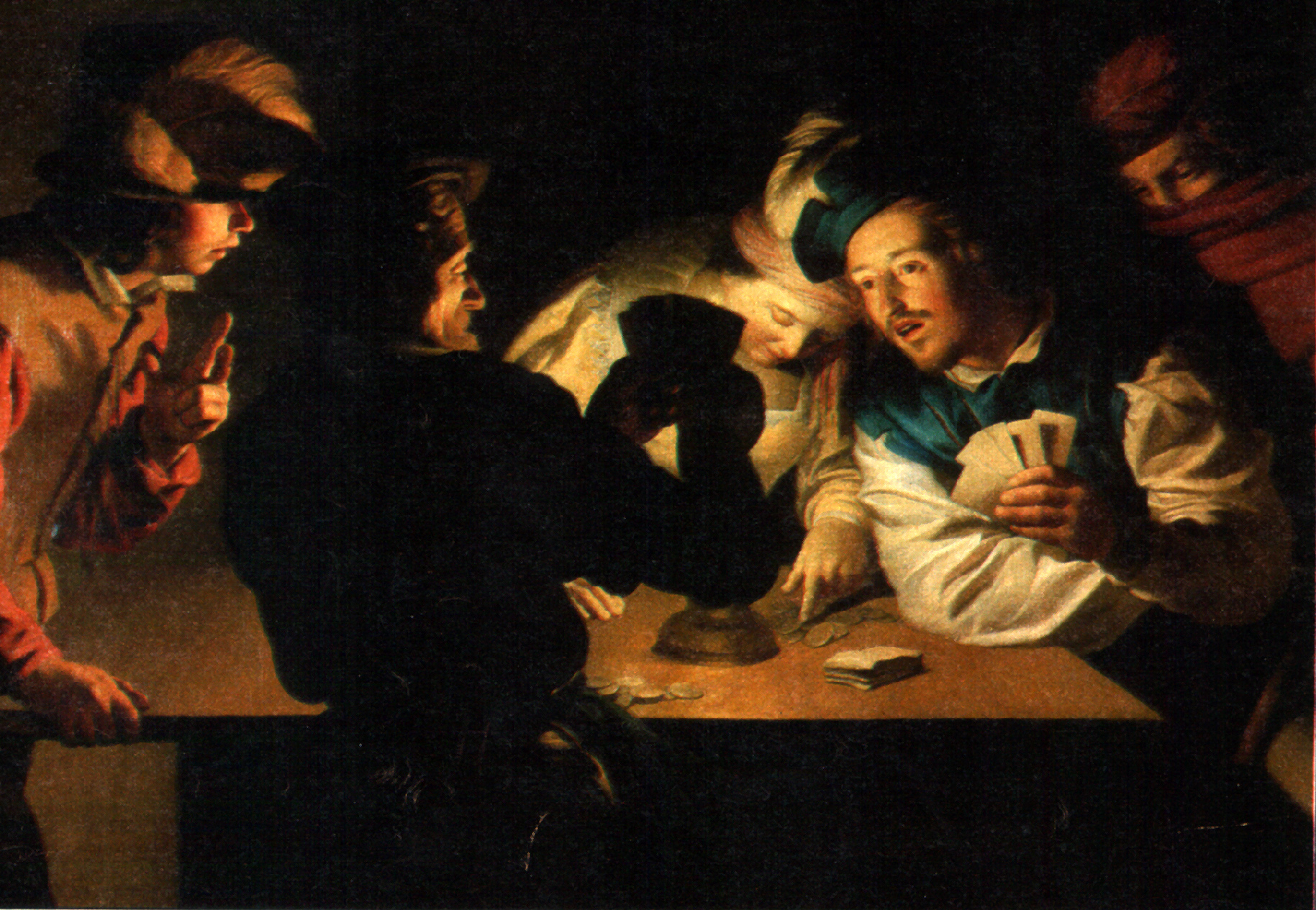
Gerard van Honthorst, Les Tricheurs, vers 1620, 125 × 190 cm, musée de Wiesbaden

### Littérature
Dans son roman Mémoires d'un tricheur (1935), Sacha Guitry évoque de manière humoristique la vie d'un tricheur au jeu (cartes, roulette...) professionnel et même maladif.

### Cinéma
- Dans Quiz Show (1994) de Robert Redford, qui montre la triche dans les jeux télévisés.
- Dans Rain Man (1988) de Barry Levinson, comprenant une scène notoire sur le comptage de cartes au blackjack.
- Dans Las Vegas 21 (2008) de Robert Luketic, sur l'équipe de comptage de cartes de blackjack du MIT (MIT Blackjack Team).

### Bande dessinée

#### Lucky Luke
Le tricheur professionnel aux cartes est un personnage récurrent de la bande dessinée humoristique Lucky Luke. Bien que très stéréotypé avec son costume élégant, son chapeau haut-de-forme, son air fourbe, ses cartes dans les manches et son révolver miniature toujours prêt à servir, le personnage revient sous des noms différents dans la plupart des aventures.
Citons à titre d'exemple Pat Poker dans Lucky Luke contre Pat Poker (1953), Bill le Tricheur dans Lucky Luke contre Joss Jamon (1958), Pedro Cucaracha dans Alerte aux Pieds-Bleus (1958), Cards Devon dans En remontant le Mississipi (1961) ou Scat Thumbs dans La Diligence (1967).
De manière très morale, les exploits de ces tricheurs professionnels sont en général récompensés par la punition du goudron et des plumes.